# Tableau Software
Tableau Software ([tæbˈloʊ] tab-LOH) — американська компанія, що розробляє програмне забезпечення для інтерактивної візуалізації даних і спеціалізується на бізнес-аналітиці . Заснована у 2003 році в Маунтін-В'ю, штат Каліфорнія. Наразі базується в Сіетлі, штат Вашингтон . У 2019 році компанію придбала Salesforce за 15,7 млрд доларів. На той момент це було найбільше придбання компанією Salesforce (лідером у сфері CRM) з моменту її заснування. Пізніше найбільшим придбанням стало поглинання Slack компанією Salesforce.
Засновники компанії Крістіан Шабо, Пет Ханрахан і Кріс Столт були дослідниками на факультеті комп'ютерних наук Стенфордського університету . Вони спеціалізувалися на методах візуалізації для дослідження та аналізу реляційних баз даних і кубів даних і заснували компанію як комерційний центр для досліджень у Стенфорді з 1999 по 2002 рік.

## Програмні продукти
Продукти Tableau включають:
- Tableau Desktop[12] — продукт для створення візуалізацій та аналізу даних
- Tableau Server[13] — сервіс для розміщення даних онлайн та забезпечення можливості спільної роботи з даними з різних пристроїв
- Tableau Prep Builder[14]
- Tableau Vizable[15] (мобільний додаток для візуалізації даних, випущений у 2015 році)
- Tableau Public — безкоштовна версія платформи, що дає змогу публікувати візуалізації в загальному доступі
- Tableau Reader (безкоштовне використання)
- Tableau Mobile[16][17]
- Tableau Cloud[18]
- Tableau Prep[19]
- Tableau CRM[20] Some visualizations created by Tableau Software.

Tableau пропонує інтуїтивні функції побудови простих графіків для користувачів з базовими навичками та можливість побудови комлексних візуалізацій